# Frédéric Favre
Frédéric Favre, né le 16 juillet 1979 à Genève (originaire de Sierre), est un homme politique suisse, membre du PLR et conseiller d’État valaisan de 2017 à 2025.

## Biographie
Frédéric Favre naît le 16 juillet 1979 à Genève, où travaillent ses parents, et y passe ses premières années. Originaire de Sierre, sa famille s’installe ensuite à Dorénaz, où il est bourgeois d’honneur. Sa mère est comptable et son père postier, engagé dans la cause syndicale,. 
Il obtient d'abord un CFC d’employé de commerce en 1997, puis lors de formations continues en emploi, un brevet fédéral en assurances sociales, un brevet fédéral en ressources humaines, un Master en management des organisations à la Haute École Arc, ainsi qu'un doctorat en administration des affaires délivré par l'Institut d'administration des entreprises de Lyon en 2015,,. 
Il travaille à la Migros Valais comme chef du département des ressources humaines de 2010 à 2017. Parallèlement, il est juge assesseur au Tribunal du travail du Valais de 2014 à 2017.
Pratiquant le sport de compétition, Frédéric Favre a été cinq fois champion suisse de karaté,. Il a également été arbitre de hockey en LNA et participé à plusieurs courses, dont le Trophées du Muveran, la Patrouille des Glaciers ou encore Sierre-Zinal. 
Il est marié et habite la commune de Vétroz, dont il est bourgeois d’honneur. Père de quatre enfants, il a pris quelques jours de congé paternité lors de la naissance de son dernier enfant, alors qu'il est conseiller d’État, ce qui est inhabituel.
Début août 2021, selon une enquête de la RTS, il serait le seul conseiller d'État romand qui n'ait pas été vacciné contre le virus de la maladie à coronavirus 2019.

## Parcours politique
Frédéric Favre devient en 2013 membre d’Avenir Écologie, l'aile écologiste du PLR Valais.
Lors des élections cantonales de 2017, le PLR cherche à récupérer son siège perdu au profit de l'UDC quatre ans plus tôt. Frédéric Favre, qui n'a aucune expérience politique, est présenté sur une liste à deux avec Claude Pottier,. Au soir du premier tour, il occupe le 9e rang du classement des candidats, avec 8 126 voix de retard sur Oskar Freysinger, conseiller d’État sortant. Il double toutefois son score au deuxième tour, passant de 22 731 à 44 644 voix, permettant ainsi au PLR Valais de retrouver un siège au Conseil d'État. 
Frédéric Favre hérite du département de la sécurité, des institutions et du sport, ce qui l’amène à s’occuper directement de la candidature de Sion aux Jeux olympiques de 2026. Il s'attire à cet égard le reproche d’avoir outrepassé ses fonctions de conseiller d’État en devenant un ambassadeur du projet. Il a également été un des promoteurs de la candidature suisse malheureuse aux Jeux olympiques d'hiver de 2030.
Il annonce en octobre 2024 qu'il ne se représentera pas pour un troisième mandat en mars 2025 et qu'il deviendra, à partir du 1er mai 2025, directeur de l'association Jeux Olympiques et Paralympiques d'hiver Switzerland 2038.

## Publication
- Frédéric Favre, Le manager face à sa performance adaptative, EMS Éditions, coll. « Business Science Institute », 2016, 120 p. (ISBN 978-2-84769-950-0, DOI 10.3917/ems.favre.2016.01)